# Zerozen
Gli Zerozen erano un duo pop italiano di Milano nato nel luglio del 1998, composto dalla cantante ed autrice Francesca Gastaldi e dal chitarrista e compositore Andrea Zuccotti e dal produttore Alberto Riva.

## Carriera
Prodotti dall'etichetta indipendente CX Music (distribuita dalla Epic Records) i loro singoli, distribuiti a partire dal luglio 1998, ottengono un buon successo, passando spesso sia in radio che sulle emittenti televisive a tematica musicale. Nel febbraio 1999 avviene l'uscita del primo album, seguito più di un anno dopo dal nuovo singolo Zona Bikini, che diviene in poco tempo uno tra i tormentoni musicali dell'estate 2000
Il gruppo realizza anche alcuni video, Bambina Artificiale (con la regia di Lawrence Giacomelli), Ovunque sarai e Perché? (entrambi con la regia di Luca Merli) e Lucidalabbra (regia di Stefano Salvati).
Nel gennaio 1999 sono tra i gruppi italiani che firmano una petizione indirizzata alla Comunità europea in cui si chiede che le nuove norme sul diritto d'autore (allora in discussione a livello comunitario) permettano l'utilizzo di sistemi di Digital Rights Management.
Nel febbraio 1999 partecipano alla manifestazione sanremese "Vivi il Festival" e nel maggio dello stesso anno suonano nella manifestazione musicale collegata al Premio Andersen di Sestri Levante.
Dopo l'uscita dell'ultimo singolo il gruppo cessa le nuove pubblicazioni. La cantautrice Francesca Gastaldi nel 2003 ha pubblicato tramite EMI una cover di C'est la ouate di Caroline Loeb seguita dall'album "Welcome" nel 2005, pubblicato con l'etichetta Aries Music. Andrea Zuccotti invece tra il 2001 e il 2004 ha suonato come chitarrista in alcuni album distribuiti dalla EMI.

## Discografia

### Album
- 1999: Zerozen (CX Music, Epic)

### Singoli
- 1998: La canzone nel Sole
- 1998: Bambina artificiale
- 1999: Ovunque sarai
- 1999: Perché
- 2000: Zona bikini
- 2000: Lucidalabbra